# Campeonato Asiático de Taekwondo de 1996
El XII Campeonato Asiático de Taekwondo se celebró en Melbourne (Australia) en 1996 bajo la organización de la Unión Asiática de Taekwondo.
En total se disputaron en este deporte dieciséis pruebas diferentes, ocho masculinas y ocho femeninas.

## Resultados

### Masculino
| Evento | Oro                         | Plata                          | Bronce                                               |
| ------ | --------------------------- | ------------------------------ | ---------------------------------------------------- |
| –50 kg | Kim Byung-Tae Corea del Sur | Roberto Cruz Filipinas         | John Carneli Australia Feizollah Nafyam Irán         |
| –54 kg | Yoo Yong-Taek Corea del Sur | Seyed Mehrdad Rokni Irán       | Takeshi Sannomiya Japón Mohamad Sadiq Arabia Saudita |
| –58 kg | Kim Hyun-Yong Corea del Sur | Huang Chih-Hsiung China Taipéi | Hironobu Yamashita Japón M. Yusuf Indonesia          |
| –64 kg | Biyan Moghanloo Irán        | Yoo Yong-Jin Corea del Sur     | Mohamed Al-Roz Jordania Ricardo Santiago Filipinas   |
| –70 kg | Ki Sun-Sim Corea del Sur    | Fariborz Asjari Irán           | Hiroshi Kanai Japón Mohamed Al-Shohifat Jordania     |
| –76 kg | Kim Kyong-Hun Corea del Sur | Madyid Aflaki Jamseh Irán      | Mitsushige Arita Japón Saneh Jaritrum Tailandia      |
| –83 kg | Lee Dong-Wan Corea del Sur  | Mayid Amintorabi Irán          | Paul Dowie Australia Feng Wei-Men China              |
| +83 kg | Farzad Zarajsh Irán         | Daniel Trenton Australia       | Andri Halim Indonesia Jalid Al-Dosari Arabia Saudita |

### Femenino
| Evento | Oro                         | Plata                     | Bronce                                                    |
| ------ | --------------------------- | ------------------------- | --------------------------------------------------------- |
| –43 kg | Yang So-Hee Corea del Sur   | Chi Shu-Ju China Taipéi   | Nguyễn Thị Xuân Mai Vietnam Eva Marie Ditan Filipinas     |
| –47 kg | Sangina Baidya Nepal        | Kim Bo-In Corea del Sur   | Vicki Cenere Australia Lin Tran Thy My Vietnam            |
| –51 kg | Tang Hui-Wen China Taipéi   | Won Sun-Jin Corea del Sur | Carmela Hartnett Australia Ngoc Huynh T. B. Vietnam       |
| –55 kg | Lee Seung-Min Corea del Sur | Trần Hiếu Ngân Vietnam    | Meng Mei-Chun China Taipéi Anna Marissa de Leon Filipinas |
| –60 kg | Lee Sun-Hee Corea del Sur   | Lee Liu-Wen China Taipéi  | Nutcharin Sook Tailandia Ong Bee Lan Singapur             |
| –65 kg | Cho Hyang-Mi Corea del Sur  | Yoriko Okamoto Japón      | Janeth Tenorio Filipinas Hsu Chih-Ling China Taipéi       |
| –70 kg | Park Eun-Sun Corea del Sur  | Lydia Zakkas Australia    | Verina Wihongi Nueva Zelanda Marites Javier Filipinas     |
| +70 kg | Lee Myung-Suk Corea del Sur | Tanya White Australia     | Lee Wan Yuen Malasia Sinta Berliana Heru Indonesia        |

## Medallero
| Núm. | País           | Oro | Plata | Bronce | Total |
| ---- | -------------- | --- | ----- | ------ | ----- |
| 1    | Corea del Sur  | 12  | 3     | 0      | 15    |
| 2    | Irán           | 2   | 4     | 1      | 7     |
| 3    | China Taipéi   | 1   | 3     | 2      | 6     |
| 4    | Nepal          | 1   | 0     | 0      | 1     |
| 5    | Australia      | 0   | 3     | 4      | 7     |
| 6    | Filipinas      | 0   | 1     | 5      | 6     |
| 7    | Japón          | 0   | 1     | 4      | 5     |
| 8    | Vietnam        | 0   | 1     | 3      | 4     |
| 9    | Indonesia      | 0   | 0     | 3      | 3     |
| 10   | Arabia Saudita | 0   | 0     | 2      | 2     |
| 10   | Jordania       | 0   | 0     | 2      | 2     |
| 10   | Tailandia      | 0   | 0     | 2      | 2     |
| 13   | China          | 0   | 0     | 1      | 1     |
| 13   | Malasia        | 0   | 0     | 1      | 1     |
| 13   | Nueva Zelanda  | 0   | 0     | 1      | 1     |
| 13   | Singapur       | 0   | 0     | 1      | 1     |
|      | TOTAL          | 16  | 16    | 32     | 64    |